# Yaourt géorgien en France

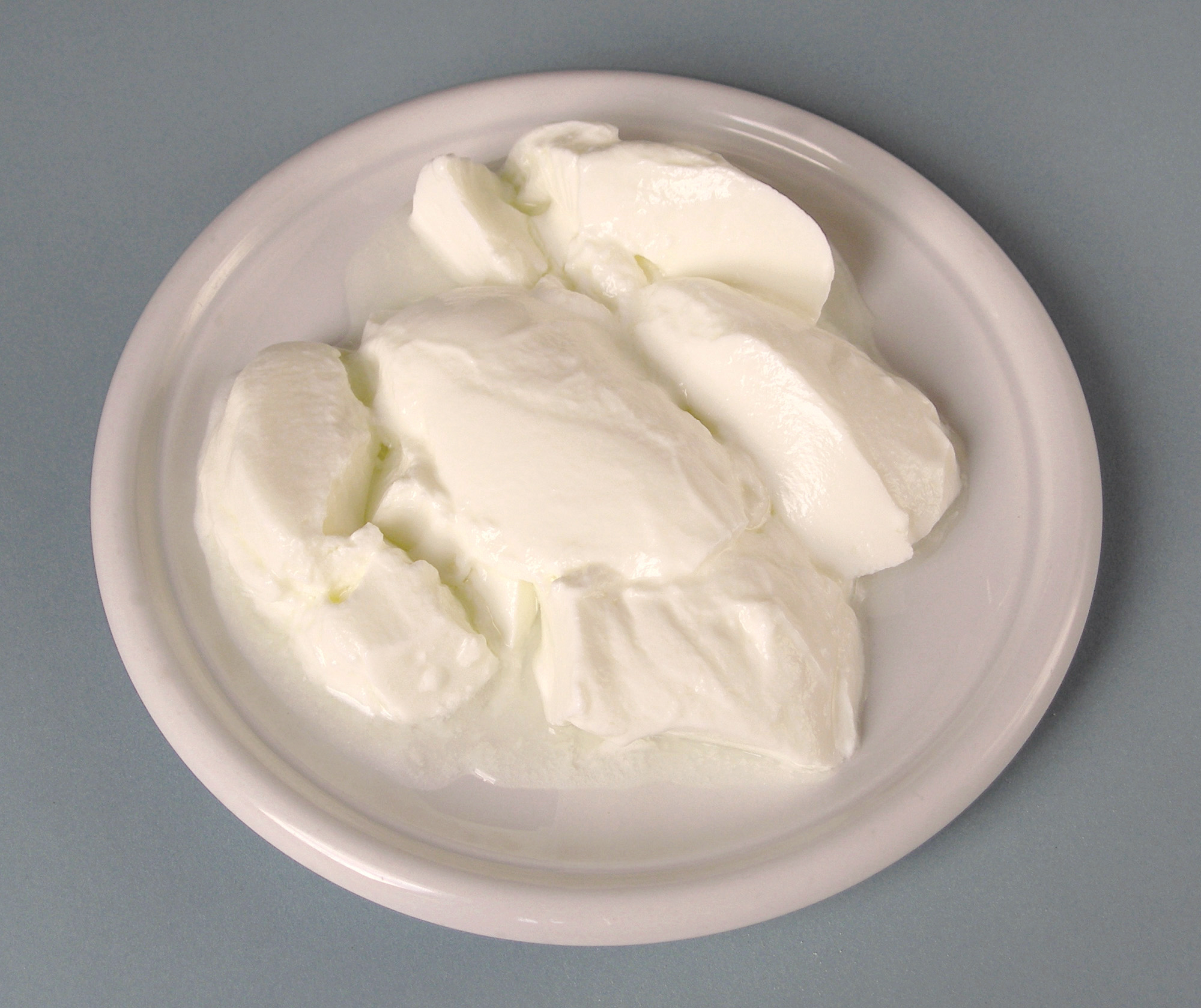
Yaourt présenté sur une assiette

Le yaourt géorgien en France (géorgien : მაწონი, matsoni) a été introduit par les réfugiés politiques géorgiens après l’invasion de leur pays par les armées de la Russie soviétique  en février et mars 1921. 
Sa promotion est facilitée d'une part par les travaux d’Ilya Metchnikov sur les probiotiques à l’Institut Pasteur attribuant aux produits laitiers des propriétés favorables à la longévité, et d'autre part par l’image des centenaires géorgiens s’en nourrissant dans le haut Caucase.

## Légende et histoire
Pour les uns, "la légende attribue à l'un des chefs de guerre de Gengis Khan la découverte du yogourt. Trompé par une population qui souhaite se débarrasser de lui, il gagne le désert avec une gourde de lait, et non d'eau. Sous l'effet de la chaleur le lait fermente et se transforme en yogourt. La diffusion du yogourt suit la marche des Mongols vers l'Ouest. Elle atteint la Cour de France au XVIe siècle au titre d'un médicament miracle apporté à François Ier".  Pour les autres, "les données archéologiques et historiques de l'Antiquité incitent à penser qu'elle se situe dans la zone allant du Moyen-Orient aux Balkans". Il faut attendre 1904 pour que le professeur Ilya  Metchnikov fasse connaître en France les vertus du yaourt.

## Des années 1920 aux années 1950
Les ateliers de production du yaourt géorgien sont rudimentaires. Certains artisans font faillite faute de savoir-faire ou d’esprit commercial, d’autres se regroupent. L'approvisionnement en lait est parfois erratique, les livraisons aux crémiers et aux restaurants s'en ressentent. "Les anecdotes sont nombreuses, charrettes à bras trop lourdes et appels à la population, parties de cartes oublieuses des temps de production, journées passées à consommer le yaourt en surplus, yaourt distribué à des compatriotes dans le besoin et clé sous la porte".Les beaux quartiers sont demandeurs, les autres aussi.  Cette période se caractérise par le pot en céramique, utilisé par les fabricants géorgiens de yaourt jusque dans les années 1950. 
À titre d'exemple peuvent être cités
- "Yaourt Balia", référencé de 1923 à 1943, appartenant à Platon Patchoulia (1879-1948)[Note 1],[5] — ancien haut fonctionnaire au ministère géorgien de l’Intérieur —;
- "Yaourt géorgien", référencé en 1928, appartenant à Noé Tsintsadzé (1886-1978) — ancien ministre géorgien de l’Éducation nationale — ; l’entreprise compte jusqu’à une dizaine de collaborateurs[5] ;
- "Yaourt du docteur Gamba", référencé en 1932, commercialisant le yaourt dans des pots en céramique, appartenant au docteur Wakhtang  Hambachidzé (1872-1951)[6] — ancien pionnier de la santé en Géorgie — et à son gendre Chota Nicoladzé (1899-1963)[7] ;
- "Yaourt oriental" et "Yagourt oriental", commercialisant le yaourt dans des pots en céramique beige avec une inscription noire,  appartenant à Nicolas Djakéli (1887-1970)[7]; la société "Oriental" est située au 92 avenue Édouard Vaillant  à Boulogne-Billancourt en 1946 et au 93 en 1952 ; son téléphone est Molitor 19 01 ; elle existe encore en 1962 ;
- "Yaourt Guémo" (goût en langue géorgienne), référencé de 1931 à 1943 , puis après la Libération, commercialisant le yaourt dans des pots en céramique blanche avec une inscription noire, appartenant à Joseph Sardjvéladzé ; la société "Guémo",  est située au 4 rue Henri Poincaré à Malakoff de 1946 à 1952 et 1 rue Guy Mocquet à Malakoff de 1952 à 1962 ; son téléphone est Alésia 49 23 ;
- Yaourt Géorgie, référencé en  1935 à Chatou, commercialisant le yaourt dans des pots en céramique beige avec une inscription noire "Véritable yaourt de Géorgie", appartenant à  Guiorgui Kvinitadzé (1874-1970)[5] — ancien commandant en chef de l’armée nationale géorgienne —.

L'artisanat géorgien du yaourt subsiste tant bien que mal durant la Seconde Guerre mondiale: la pénurie de lait à Paris entraîne la fermeture d’ateliers de fabrication, la pratique du marché noir également. À la Libération, quelques représentants d'une deuxième génération géorgienne s'installent dans le métier, les anciens soldats de l'Armée rouge ayant échappé à l’obligation de retour en URSS et réfugiés en France.

## Les années 1950 et 1960
Le contexte évolue. Le pot en verre détrône le pot en céramique : son coût de production et de gestion (retour clientèle et distributeur, lavage) est trop élevé. La réclame effectuée par les grandes marques sensibilise. La demande de la population parisienne est forte après les années de privation. Les livraisons effectuées, en véhicule automobile, touchent un plus grand nombre de distributeurs. Mais la production doit répondre à des normes sanitaires plus rigoureuses. L'introduction du yaourt parfumé bouleverse le marché. La gestion demande plus d'attention. La concurrence est plus vive. Le label "yaourt géorgien" est moins porteur. Quelques belles réussites d'artisans géorgiens perdurent jusque dans les années 1960, mais un "géant du métier " s'affirme de plus en plus, Danone. 

## À partir des années 1970
La plupart des marques industrielles de yaourt sont progressivement rachetées par Danone : il s'assure l'exclusivité de l'approvisionnement des petits distributeurs et des grandes surfaces. Cahin-caha quelques artisans géorgiens résistent encore à Paris[réf. nécessaire], mais la production de yaourt de proximité n'a bientôt plus de raison d'être[réf. souhaitée]. Le pot paraffiné illustre le déclin de l'artisanat géorgien du yaourt à Paris[réf. nécessaire].

## Filmographie
En 1977, Danone diffuse une publicité télévisuelle montrant des agriculteurs géorgiens centenaires, habillés en tenues traditionnelles et actifs en pleine culture, avec le commentaire : En Géorgie, où l'on mange beaucoup de yaourt, beaucoup de gens vivent passé les 100 ans.
En 1987, le film géorgien Les Racines ("Fesvebi") raconte entre autres comment les immigrés géorgiens fabriquaient et commercialisaient le yaourt en France.